# Liste de bâtiments et meubles conçus par Ludwig Mies van der Rohe
Cet article est une liste partielle des bâtiments et meubles conçus par Ludwig Mies van der Rohe.
| Photo | Nom | Ville                   | Pays               | Date      |
| ----- | --- | ----------------------- | ------------------ | --------- |
|       | Maison Riehl | Potsdam                 | Allemagne          | 1907      |
|       | Wohnhaus Perls | Berlin-Zehlendorf       | Allemagne          | 1911      |
|       | Denkmal für Rosa Luxemburg und Karl Liebknecht au cimetière central de Friedrichsfelde Monument en souvenir de Rosa Luxemburg et Karl Liebknecht détruit en 1935 par les nazis | Berlin                  | Allemagne          | 1926      |
|       | Bloc d’appartements de Weißenhofsiedlung | Stuttgart               | Allemagne          | 1927      |
|       | Villa Tugendhat | Brno                    | République tchèque | 1928-1930 |
|       | 4 immeubles le long de l'Afrikanische Straße | Berlin                  | Allemagne          | 1920-1930 |
|       | Villa Lange et Villa Esters | Krefeld                 | Allemagne          | 1928-1929 |
|       | Pavillon allemand de l'Exposition universelle | Barcelone               | Espagne            | 1929      |
|       | Usine de Verseidag | Krefeld                 | Allemagne          | 1931      |
|       | Villa Lemke | Berlin-Hohenschönhausen | Allemagne          | 1932-1933 |
|       | Campus de l'Institut de technologie de l'Illinois (IIT): - Alumni Memorial Hall (1946) - Chapel of Saint Saviour (1952) - Crown Hall (1956)                                    | Chicago                 | États-Unis         | 1939-1958 |
|       | Farnsworth House Maison du docteur Edith Farnsworth | Plano, Illinois         | États-Unis         | 1946-1950 |
|       | Immeuble Promontory | Chicago                 | États-Unis         | 1949      |
|       | Immeubles 860 et 880 Lake Shore Drive | Chicago                 | États-Unis         | 1951      |
|       | Seagram Building (avec Philip Johnson) | New York                | États-Unis         | 1954-1958 |
|       | Commonwealth Promenade Apartments (330-330 ouest Diversey Parkway) | Chicago                 | États-Unis         | 1957      |
|       | Cullinan Hall, Museum of Fine Arts (MFAH) | Houston                 | États-Unis         | 1958      |
|       | Bâtiments universitaires du South Side | Chicago                 | États-Unis         | 1960      |
|       | Lafayette Park — Residential Apartment Complex | Détroit, Michigan       | États-Unis         | 1963      |
|       | Dirksen Federal Building | Chicago                 | États-Unis         | 1964      |
|       | Federal Plaza | Chicago                 | États-Unis         |           |
|       | United States Post Office Loop Station | Chicago                 | États-Unis         |           |
|       | One Illinois Center | Chicago                 | États-Unis         |           |
|       | Neue Nationalgalerie | Berlin                  | Allemagne          | 1965-1968 |
|       | Westmount Square | Montréal                | Canada             | 1966      |
|       | Toronto-Dominion Centre | Toronto                 | Canada             | 1967      |
|       | Station-service de l'Île-des-Sœurs | Montréal                | Canada             | 1968      |
|       | Immeuble du 201 Corot, Île des Sœurs | Montréal                | Canada             | 1969      |
|       | IBM Building 330 North Wabash | Chicago                 | États-Unis         | 1973      |
|       | Kluczynski Federal Building | Chicago                 | États-Unis         | 1975      |